# Lekkoatletyka na Letnich Igrzyskach Olimpijskich 1988 – bieg na 100 m mężczyzn
Bieg na 100 metrów mężczyzn podczas XXIV Letnich Igrzysk Olimpijskich w Seulu rozegrano 23 (eliminacje i ćwierćfinały) i 24 września 1988 (półfinały i finał) na Stadionie Olimpijskim. Zwycięzcą został reprezentant Stanów Zjednoczonych Carl Lewis, który tym samym obronił tytuł zdobyty cztery lata wcześniej w Los Angeles. W finale ustanowił nowy rekord świata uzyskując czas 9,92 s.
Pierwotnie zwycięzcą biegu finałowego był Ben Johnson, który przebiegł dystans 100 metrów w czasie 9,79 s, poprawiając własny rekord świata wynoszący 9,83 s. Jednakże następnego dnia został on zdyskwalifikowany za używanie niedozwolonych substancji (stanozololu). Jego wyniki zostały anulowane, podobnie jak należący do niego rekord świata z 1987.

## Rekordy

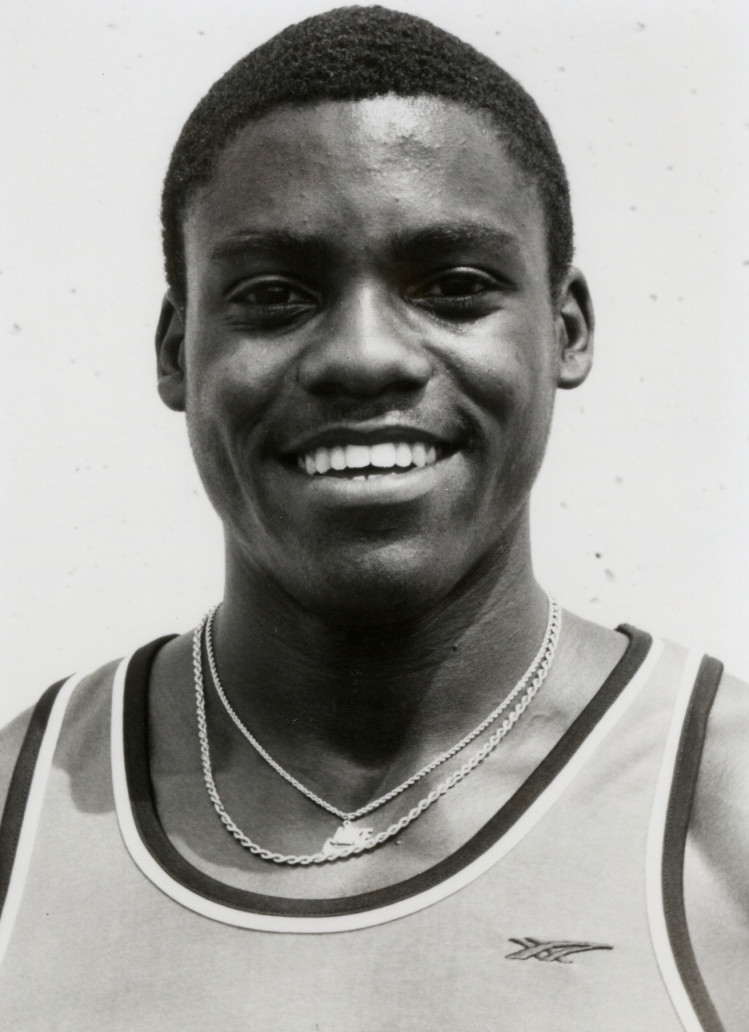
Carl Lewis

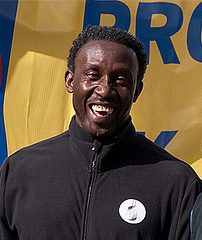
Linford Christie

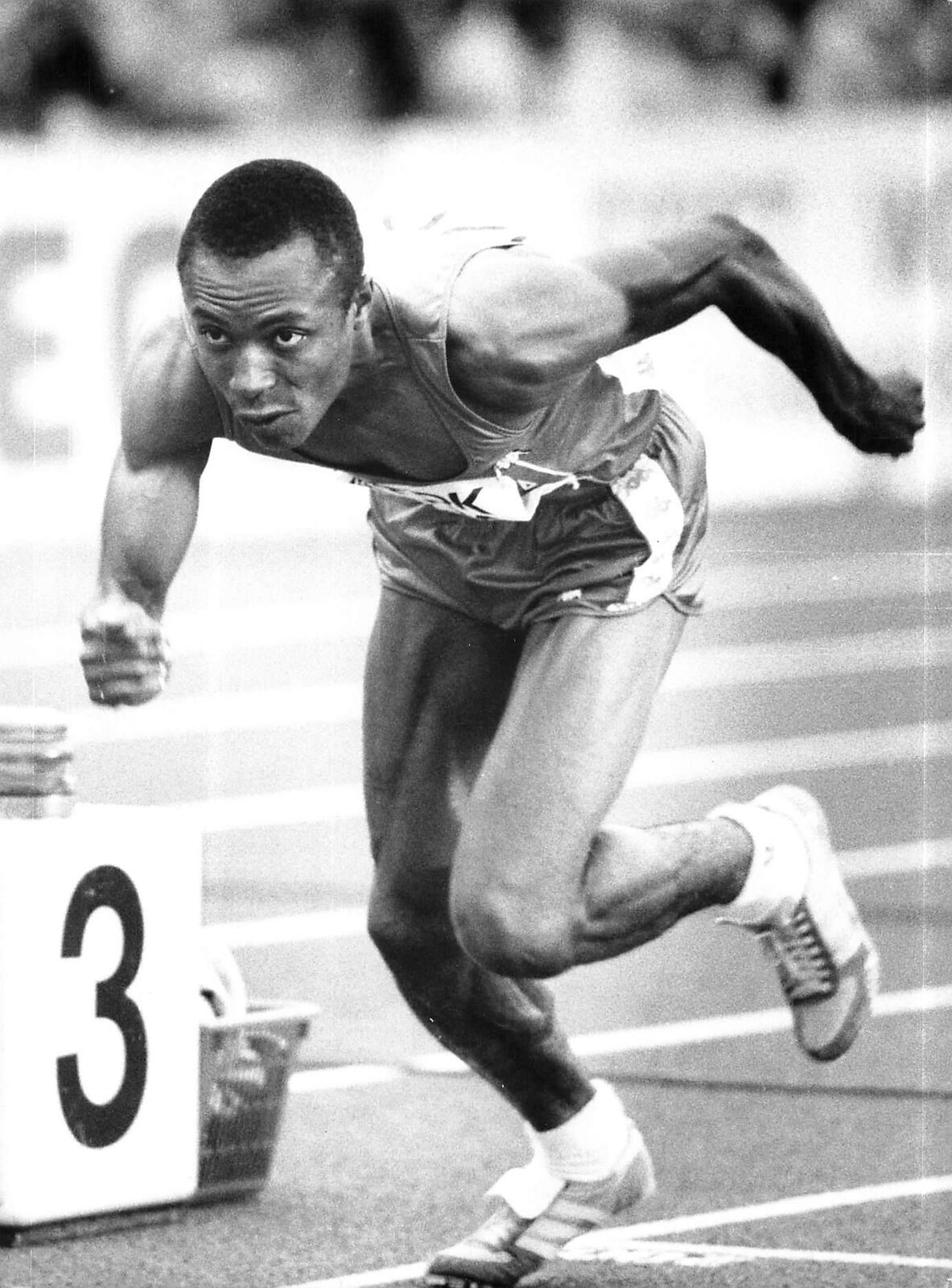
Calvin Smith

|                   | Zawodnik     | Narodowość        | Czas | Data                      | Miejsce          |
| ----------------- | ------------ | ----------------- | ---- | ------------------------- | ---------------- |
| Rekord świata     | Calvin Smith | Stany Zjednoczone | 9,93 | 3 lipca 1983(dts)         | Colorado Springs |
| Rekord świata     | Carl Lewis   | Stany Zjednoczone | 9,93 | 30 sierpnia 1987(dts)     | Rzym             |
| Rekord olimpijski | Jim Hines    | Stany Zjednoczone | 9,95 | 14 października 1968(dts) | Meksyk           |

## Wyniki
| Poz. - pozycja |
| – rekord świata \| – rekord krajowy \| – rekord życiowy \| = – wyrównany rekord życiowy \| · – najlepszy wynik w sezonie \| = – wyrównany najlepszy wynik w sezonie \| – rekord olimpijski |
| Fn – falstart \| DNF – nie ukończył \| DNS – nie wystartował \| DSQ – zdyskwalifikowany |

### Eliminacje
Rozegrano trzynaście biegów eliminacyjnych. Do ćwierćfinałów awansowało po trzech najlepszych zawodników z każdego biegu (Q) oraz dziewięciu z najlepszymi czasami spośród pozostałych (q).

#### Bieg 1
Wiatr: +0,6 m/s
| Poz. | Zawodnik              | Narodowość       | Rezultat | Uwagi |
| ---- | --------------------- | ---------------- | -------- | ----- |
| 1    | Robson da Silva       | Brazylia         | 10,37    | Q     |
| 2    | Ezio Madonia          | Włochy           | 10,40    | Q     |
| 3    | Cheng Hsin-fu         | Chińskie Tajpej  | 10,48    | Q     |
| 4    | Thierry Lauret        | Francja          | 10,56    | q     |
| 5    | Boevi Lawson          | Togo             | 10,59    |       |
| 6    | Leung Wing Kwong      | Hongkong         | 10,82    |       |
| 7    | Mohamed Fahd Al-Bishi | Arabia Saudyjska | 10,85    |       |
| 8    | Jerry Jeremiah        | Vanuatu          | 10,96    |       |

#### Bieg 2
Wiatr: +0,9 m/s
| Poz. | Zawodnik             | Narodowość        | Rezultat | Uwagi |
| ---- | -------------------- | ----------------- | -------- | ----- |
| 1    | Calvin Smith         | Stany Zjednoczone | 10,28    | Q     |
| 2    | Attila Kovács        | Węgry             | 10,39    | Q     |
| 3    | Mardi Lestari        | Indonezja         | 10,40    | Q     |
| 4    | Andriej Razin        | ZSRR              | 10,58    |       |
| 5    | Henri Ndinga         | Kongo             | 10,74    |       |
| 6    | Fabian Muyaba        | Zimbabwe          | 10,75    |       |
| 7    | Mustapha Kamel Selmi | Algieria          | 11,08    |       |
| 8    | Markus Büchel        | Liechtenstein     | 11,21    |       |

#### Bieg 3
Wiatr: +0,7 m/s
| Poz. | Zawodnik           | Narodowość                           | Rezultat | Uwagi |
| ---- | ------------------ | ------------------------------------ | -------- | ----- |
| 1    | Talal Mansur       | Katar                                | 10,42    | Q     |
| 2    | Juan Núñez         | Dominikana                           | 10,47    | Q     |
| 3    | Amadou M’Baye      | Senegal                              | 10,64    | Q     |
| 4    | Fabian Whymns      | Bahamy                               | 10,70    |       |
| 5    | Neville Hodge      | Wyspy Dziewicze Stanów Zjednoczonych | 10,73    |       |
| 6    | Horace Dove-Edwin  | Sierra Leone                         | 10,89    |       |
| 7    | Alexandre Yougbare | Burkina Faso                         | 10,90    |       |
| 8    | Henrico Atkins     | Barbados                             | 11,01    |       |

#### Bieg 4
Wiatr: +0,8 m/s
| Poz. | Zawodnik             | Narodowość        | Rezultat | Uwagi |
| ---- | -------------------- | ----------------- | -------- | ----- |
| 1    | Emmanuel Tuffour     | Ghana             | 10,31    | Q     |
| 2    | Koji Kurihara        | Japonia           | 10,45    | Q     |
| 3    | Andrew Smith         | Jamajka           | 10,49    | Q     |
| 4    | Zheng Chen           | Chiny             | 10,51    | q     |
| 5    | István Tatár         | Węgry             | 10,52    | q     |
| 6    | Christian Haas       | RFN               | 10,54    | q     |
| 7    | John Hou             | Papua-Nowa Gwinea | 10,96    |       |
| 8    | Ehab Fuad Ahmed Nagi | Jemen Południowy  | 11,53    |       |

#### Bieg 5
Wiatr: +1,1 m/s
| Poz. | Zawodnik            | Narodowość      | Rezultat | Uwagi |
| ---- | ------------------- | --------------- | -------- | ----- |
| 1    | Linford Christie    | Wielka Brytania | 10,19    | Q     |
| 2    | Max Morinière       | Francja         | 10,34    | Q     |
| 3    | Sven Matthes        | NRD             | 10,35    | Q     |
| 4    | Li Tao              | Chiny           | 10,47    | q     |
| 5    | Samuel Nchinda-Kaya | Kamerun         | 10,60    |       |
| 6    | Lee Shiunn-long     | Chińskie Tajpej | 10,69    |       |
| 7    | Bill Trott          | Bermudy         | 10,69    |       |
| 8    | Frank Maziya        | Suazi           | 11,52    |       |

#### Bieg 6
Wiatr: +1,4 m/s
| Poz. | Zawodnik              | Narodowość      | Rezultat | Uwagi |
| ---- | --------------------- | --------------- | -------- | ----- |
| 1    | Chidi Imoh            | Nigeria         | 10,62    | Q     |
| 2    | Charles-Louis Seck    | Senegal         | 10,64    | Q     |
| 3    | Issa Alassane-Ousséni | Benin           | 10,72    | Q     |
| 4    | John Regis            | Wielka Brytania | 10,76    |       |
| 5    | Mothobi Kharitse      | Lesotho         | 10,97    |       |
| 6    | Robert Loua           | Gwinea          | 11,20    |       |
| 7    | Samuel Birch          | Liberia         | 11,68    |       |
| –    | Pedro Agostinho       | Portugalia      | DNF      |       |

#### Bieg 7
Wiatr: +1,8 m/s
| Poz. | Zawodnik             | Narodowość       | Rezultat | Uwagi |
| ---- | -------------------- | ---------------- | -------- | ----- |
| 1    | Ray Stewart          | Jamajka          | 10,22    | Q     |
| 2    | Pierfrancesco Pavoni | Włochy           | 10,36    | Q     |
| 3    | Witalij Sawin        | ZSRR             | 10,52    | Q     |
| 4    | György Fetter        | Węgry            | 10,54    | q     |
| 5    | Khalid Ibrahim Jouma | Bahrajn          | 10,80    |       |
| 6    | Muhammad Afzal       | Pakistan         | 10,91    |       |
| 7    | Claude Roumain       | Haiti            | 11,22    |       |
| –    | Jang Jae-geun        | Korea Południowa | DNS      |       |

#### Bieg 8
Wiatr: +2,0 m/s
| Poz. | Zawodnik                  | Narodowość        | Rezultat | Uwagi |
| ---- | ------------------------- | ----------------- | -------- | ----- |
| 1    | Ben Johnson               | Kanada            | 10,37    | Q DSQ |
| 2    | Cai Jianming              | Chiny             | 10,55    | Q     |
| 3    | Sim Deok-seop             | Korea Południowa  | 10,56    | Q     |
| 4    | Carlos Bernardo Moreno    | Chile             | 10,70    |       |
| 5    | Abdullah Salem Al-Khalidi | Oman              | 10,90    |       |
| 6    | Mohamed Shah Jalal        | Bangladesz        | 10,94    |       |
| 7    | Joseph Ssali              | Uganda            | 10,95    |       |
| 8    | St. Clair Soleyne         | Antigua i Barbuda | 11,17    |       |

#### Bieg 9
Wiatr: +1,0 m/s
| Poz. | Zawodnik          | Narodowość                 | Rezultat | Uwagi |
| ---- | ----------------- | -------------------------- | -------- | ----- |
| 1    | Desai Williams    | Kanada                     | 10,24    | Q     |
| 2    | Peter Wekesa      | Kenia                      | 10,50    | Q     |
| 3    | Olapade Adeniken  | Nigeria                    | 10,56    | Q     |
| 4    | Eduardo Nava      | Meksyk                     | 10,68    |       |
| 5    | Jailto Bonfim     | Brazylia                   | 10,75    |       |
| 6    | Lindel Hodge      | Brytyjskie Wyspy Dziewicze | 10,79    |       |
| 7    | Visut Watanasin   | Tajlandia                  | 10,88    |       |
| 8    | Arménio Fernandes | Angola                     | 10,92    |       |

#### Bieg 10
Wiatr: +1,4 m/s
| Poz. | Zawodnik          | Narodowość                           | Rezultat | Uwagi |
| ---- | ----------------- | ------------------------------------ | -------- | ----- |
| 1    | Władimir Kryłow   | ZSRR                                 | 10,34    | Q     |
| 2    | Arnaldo da Silva  | Brazylia                             | 10,44    | Q     |
| 3    | Michele Lazazzera | Włochy                               | 10,47    | Q     |
| 4    | Kennedy Ondiek    | Kenia                                | 10,51    | q     |
| 5    | Takahiko Kasahara | Japonia                              | 10,62    |       |
| 6    | Jimmy Flemming    | Wyspy Dziewicze Stanów Zjednoczonych | 10,70    |       |
| 7    | Jihad Salame      | Liban                                | 11,41    |       |
| 8    | Gilbert Bessi     | Monako                               | 11,55    |       |

#### Bieg 11
Wiatr: +1,0 m/s
| Poz. | Zawodnik           | Narodowość        | Rezultat | Uwagi |
| ---- | ------------------ | ----------------- | -------- | ----- |
| 1    | Dennis Mitchell    | Stany Zjednoczone | 10,37    | Q     |
| 2    | Iziaq Adeyanju     | Nigeria           | 10,45    | Q     |
| 3    | Ousmane Diarra     | Mali              | 10,53    | Q     |
| 4    | Oliver Daniels     | Liberia           | 10,68    |       |
| 5    | Luís Cunha         | Portugalia        | 10,80    |       |
| 6    | Evaristo Ortíz     | Dominikana        | 11,01    |       |
| 7    | Nguyễn Đình Minh   | Wietnam           | 11,09    |       |
| 8    | Secundino Borabota | Gwinea Równikowa  | 11,52    |       |

#### Bieg 12
Wiatr: +1,4 m/s
| Poz. | Zawodnik            | Narodowość      | Rezultat | Uwagi |
| ---- | ------------------- | --------------- | -------- | ----- |
| 1    | John Myles-Mills    | Ghana           | 10,31    | Q     |
| 2    | Andreas Berger      | Austria         | 10,40    | Q     |
| 3    | Barrington Williams | Wielka Brytania | 10,51    | Q     |
| 4    | Patrick Stevens     | Belgia          | 10,51    | q     |
| 5    | Enrique Talavera    | Hiszpania       | 10,61    |       |
| 6    | Tomohiro Osawa      | Japonia         | 10,71    |       |
| 7    | Dominique Canti     | San Marino      | 11,11    |       |
| 8    | Ismail Asif Waheed  | Malediwy        | 11,49    |       |

#### Bieg 13
Wiatr: +0,9 m/s
| Poz. | Zawodnik              | Narodowość        | Rezultat | Uwagi |
| ---- | --------------------- | ----------------- | -------- | ----- |
| 1    | Carl Lewis            | Stany Zjednoczone | 10,14    | Q     |
| 2    | Jean-Charles Trouabal | Francja           | 10,39    | Q     |
| 3    | José Javier Arqués    | Hiszpania         | 10,44    | Q     |
| 4    | John Mair             | Jamajka           | 10,44    | q     |
| 5    | Harouna Pale          | Burkina Faso      | 10,76    |       |
| 6    | Peauope Suli          | Tonga             | 10,94    |       |
| 7    | Maloni Bole           | Fidżi             | 11,19    |       |

### Ćwierćfinały
Rozegrano sześć biegów ćwierćfinałowych. Do półfinałów awansowało po dwóch najlepszych zawodników z każdego biegu oraz czterech z najlepszymi czasami spośród pozostałych.

#### Bieg 1
Wiatr: +1,2 m/s
| Poz. | Zawodnik           | Narodowość        | Rezultat | Uwagi |
| ---- | ------------------ | ----------------- | -------- | ----- |
| 1    | Linford Christie   | Wielka Brytania   | 10,11    | Q     |
| 2    | Dennis Mitchell    | Stany Zjednoczone | 10,13    | Q     |
| 3    | Ben Johnson        | Kanada            | 10,17    | q DSQ |
| 4    | John Mair          | Jamajka           | 10,41    |       |
| 5    | Charles-Louis Seck | Senegal           | 10,42    |       |
| 6    | Li Tao             | Chiny             | 10,53    |       |
| 7    | Kennedy Ondiek     | Kenia             | 10,57    |       |
| 8    | Ousmane Diarra     | Mali              | 10,61    |       |

#### Bieg 2
Wiatr: +1,7 m/s
| Poz. | Zawodnik          | Narodowość | Rezultat | Uwagi |
| ---- | ----------------- | ---------- | -------- | ----- |
| 1    | Desai Williams    | Kanada     | 10,16    | Q     |
| 2    | Arnaldo da Silva  | Brazylia   | 10,25    | Q     |
| 3    | Władimir Kryłow   | ZSRR       | 10,26    | q     |
| 4    | Attila Kovács     | Węgry      | 10,27    | q     |
| 5    | Michele Lazazzera | Włochy     | 10,50    |       |
| 6    | Thierry Lauret    | Francja    | 10,51    |       |
| 7    | Zheng Chen        | Chiny      | 10,72    |       |
| 8    | Chidi Imoh        | Nigeria    | 11,44    |       |

#### Bieg 3
Wiatr: +0,9 m/s
| Poz. | Zawodnik              | Narodowość      | Rezultat | Uwagi |
| ---- | --------------------- | --------------- | -------- | ----- |
| 1    | Ray Stewart           | Jamajka         | 10,25    | Q     |
| 2    | Juan Núñez            | Dominikana      | 10,33    | Q     |
| 3    | Sven Matthes          | NRD             | 10,36    |       |
| 4    | Jean-Charles Trouabal | Francja         | 10,41    |       |
| 5    | José Javier Arqués    | Hiszpania       | 10,43    |       |
| 6    | Amadou M’Baye         | Senegal         | 10,45    |       |
| 7    | Barrington Williams   | Wielka Brytania | 10,55    |       |
| 8    | Christian Haas        | RFN             | 10,57    |       |

#### Bieg 4
Wiatr: +0,2 m/s
| Poz. | Zawodnik         | Narodowość        | Rezultat | Uwagi |
| ---- | ---------------- | ----------------- | -------- | ----- |
| 1    | Calvin Smith     | Stany Zjednoczone | 10,16    | Q     |
| 2    | Olapade Adeniken | Nigeria           | 10,30    | Q     |
| 3    | Andreas Berger   | Austria           | 10,34    |       |
| 4    | Emmanuel Tuffour | Ghana             | 10,37    |       |
| 5    | Talal Mansur     | Katar             | 10,38    |       |
| 6    | Patrick Stevens  | Belgia            | 10,50    |       |
| 7    | Cheng Hsin-fu    | Chińskie Tajpej   | 10,54    |       |
| 8    | György Fetter    | Węgry             | 10,55    |       |

#### Bieg 5
Wiatr: +1,4 m/s
| Poz. | Zawodnik              | Narodowość        | Rezultat | Uwagi |
| ---- | --------------------- | ----------------- | -------- | ----- |
| 1    | Carl Lewis            | Stany Zjednoczone | 9,99     | Q     |
| 2    | Robson da Silva       | Brazylia          | 10,24    | Q     |
| 3    | Iziaq Adeyanju        | Nigeria           | 10,32    | q     |
| 4    | Pierfrancesco Pavoni  | Włochy            | 10,33    |       |
| 5    | Witalij Sawin         | ZSRR              | 10,36    |       |
| 6    | Koji Kurihara         | Japonia           | 10,49    |       |
| 7    | István Tatár          | Węgry             | 10,68    |       |
| 8    | Issa Alassane-Ousséni | Benin             | 10,83    |       |

#### Bieg 6
Wiatr: +0,3 m/s
| Poz. | Zawodnik         | Narodowość       | Rezultat | Uwagi |
| ---- | ---------------- | ---------------- | -------- | ----- |
| 1    | John Myles-Mills | Ghana            | 10,21    | Q     |
| 2    | Mardi Lestari    | Indonezja        | 10,32    | Q     |
| 3    | Max Morinière    | Francja          | 10,37    |       |
| 4    | Ezio Madonia     | Włochy           | 10,38    |       |
| 5    | Peter Wekesa     | Kenia            | 10,43    |       |
| 6    | Sim Deok-seop    | Korea Południowa | 10,55    |       |
| 7    | Andrew Smith     | Jamajka          | 10,63    |       |
| 8    | Cai Jianming     | Chiny            | 10,76    |       |

### Półfinały
Rozegrano dwa biegi półfinałowe. Do finału awansowało po czterech najlepszych zawodników z każdego biegu.

#### Bieg 1
Wiatr: +0,6 m/s
| Poz. | Zawodnik         | Narodowość        | Rezultat | Uwagi |
| ---- | ---------------- | ----------------- | -------- | ----- |
| 1    | Carl Lewis       | Stany Zjednoczone | 9,97     | Q     |
| 2    | Calvin Smith     | Stany Zjednoczone | 10,15    | Q     |
| 3    | Ray Stewart      | Jamajka           | 10,18    | Q     |
| 4    | Desai Williams   | Kanada            | 10,24    | Q     |
| 5    | Arnaldo da Silva | Brazylia          | 10,32    |       |
| 6    | Olapade Adeniken | Nigeria           | 10,33    |       |
| 7    | Mardi Lestari    | Indonezja         | 10,39    |       |
| 8    | John Myles-Mills | Ghana             | 10,43    |       |

#### Bieg 2
Wiatr: –1,2 m/s
| Poz. | Zawodnik         | Narodowość        | Rezultat | Uwagi |
| ---- | ---------------- | ----------------- | -------- | ----- |
| 1    | Ben Johnson      | Kanada            | 10,03    | Q DSQ |
| 2    | Linford Christie | Wielka Brytania   | 10,11    | Q     |
| 3    | Dennis Mitchell  | Stany Zjednoczone | 10,23    | Q     |
| 4    | Robson da Silva  | Brazylia          | 10,24    | Q     |
| 5    | Attila Kovács    | Węgry             | 10,31    |       |
| 6    | Juan Núñez       | Dominikana        | 10,35    |       |
| 7    | Iziaq Adeyanju   | Nigeria           | 10,60    |       |
| –    | Władimir Kryłow  | ZSRR              | DNS      |       |

### Finał
Wiatr: +1,1 m/s
| Poz. | Zawodnik         | Narodowość        | Rezultat | Uwagi |
| ---- | ---------------- | ----------------- | -------- | ----- |
| 1    | Carl Lewis       | Stany Zjednoczone | 9,92     | [ 1 ] |
| 2    | Linford Christie | Wielka Brytania   | 9,97     | [ 4 ] |
| 3    | Calvin Smith     | Stany Zjednoczone | 9,99     |       |
| 4    | Dennis Mitchell  | Stany Zjednoczone | 10,04    |       |
| 5    | Robson da Silva  | Brazylia          | 10,11    |       |
| 6    | Desai Williams   | Kanada            | 10,11    |       |
| 7    | Ray Stewart      | Jamajka           | 12,26    |       |
| 1    | Ben Johnson      | Kanada            | 9,79     | DSQ   |